# Chaynesse Khirouni

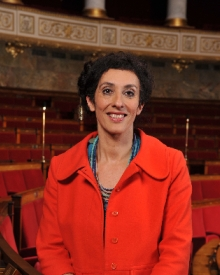
Khirouni 2012

Chaynesse Khirouni (* 17. März 1968 in Douai) ist eine französische Politikerin. Sie ist seit 2012 Abgeordnete der Nationalversammlung.
Khirouni wuchs als Kind einer Arbeiterfamilie in den lothringischen Kleinstädten Rombas und Woippy auf und studierte in Nancy, wobei sie ein DESS in Unternehmensverwaltung und ein DEA in Unternehmensführung erlangte. Seit den 1990er-Jahren leitete sie eine soziale Organisation zur Bekämpfung des Analphabetismus. 1998 gründete sie den regionalen Verband der Mikrokreditorganisation ADIE in Lothringen. Bei den Kommunalwahlen 2008 entschied sich Khirouni zum Anstieg in die Politik, woraufhin ihr von der Parti socialiste der dritte Platz auf der Parteiliste in Nancy angeboten wurde. Sie konnte in den Stadtrat einziehen und trat im Zuge der Wahl der PS bei. Bei den Parlamentswahlen 2012 kandidierte sie für diese im ersten Wahlkreis des Départements Meurthe-et-Moselle. In der zweiten Runde schlug sie den bisherigen Abgeordneten Laurent Hénart mit 52,2 % und zog in die Nationalversammlung ein.